# Drüsenblättrige Kugeldistel
Die Drüsenblättrige Kugeldistel (Echinops sphaerocephalus), auch Drüsige Kugeldistel oder Bienen-Kugeldistel genannt, ist eine Pflanzenart aus der Gattung der Kugeldisteln (Echinops) in der Familie der Korbblütler (Asteraceae).

## Beschreibung

### Vegetative Merkmale
Die Drüsenblättrige Kugeldistel ist eine zwei- bis mehrjährige, meist hapaxanthe, seltener ausdauernde, krautige Pflanze, die Wuchshöhen von 60 bis 180 (selten 300) Zentimeter erreicht. Die ganze Pflanze ist stark drüsenhaarig, zuletzt zumindest noch am rötlich braunen, fast immer verzweigten Stängel. Die Stängel sind aufrecht, einfach oder oben in einköpfige Äste geteilt. Die Laubblätter sind oberseits (neben den Drüsen) kurzborstig bis steifhaarig, distelartig dornig gezähnt und fiederlappig bis fiederteilig. Sie stehen locker, die unteren sind gestielt, die mittleren und oberen sitzend und stängelumfassend. Sie sind im Umriss eiförmig-länglich. Die Fiederabschnitte sind waagrecht oder schief abstehend, länglich oder dreieckig-lanzettlich, dornig gezähnt und in einen Dorn auslaufend.

### Generative Merkmale

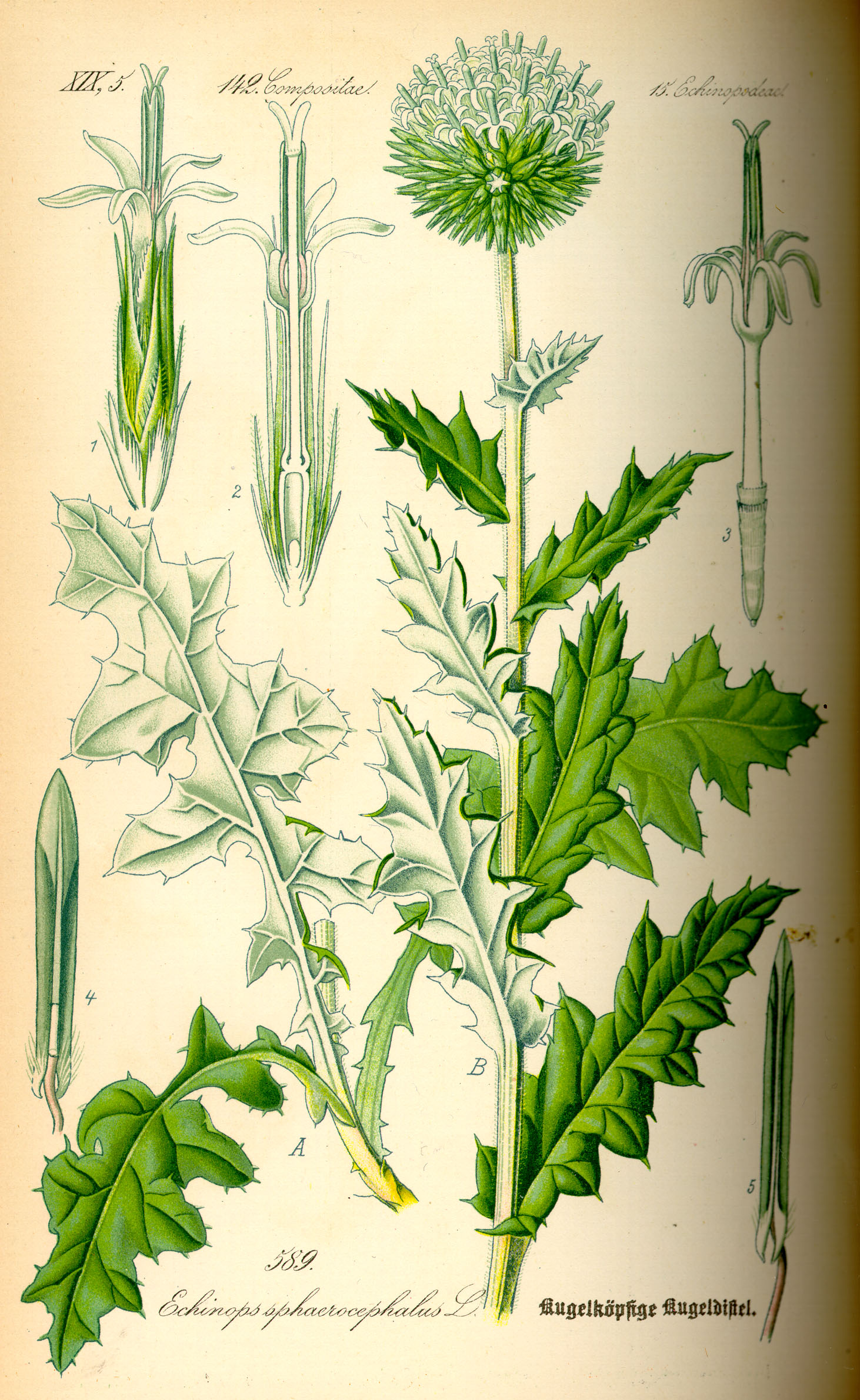
Illustration der Drüsigen Kugeldistel

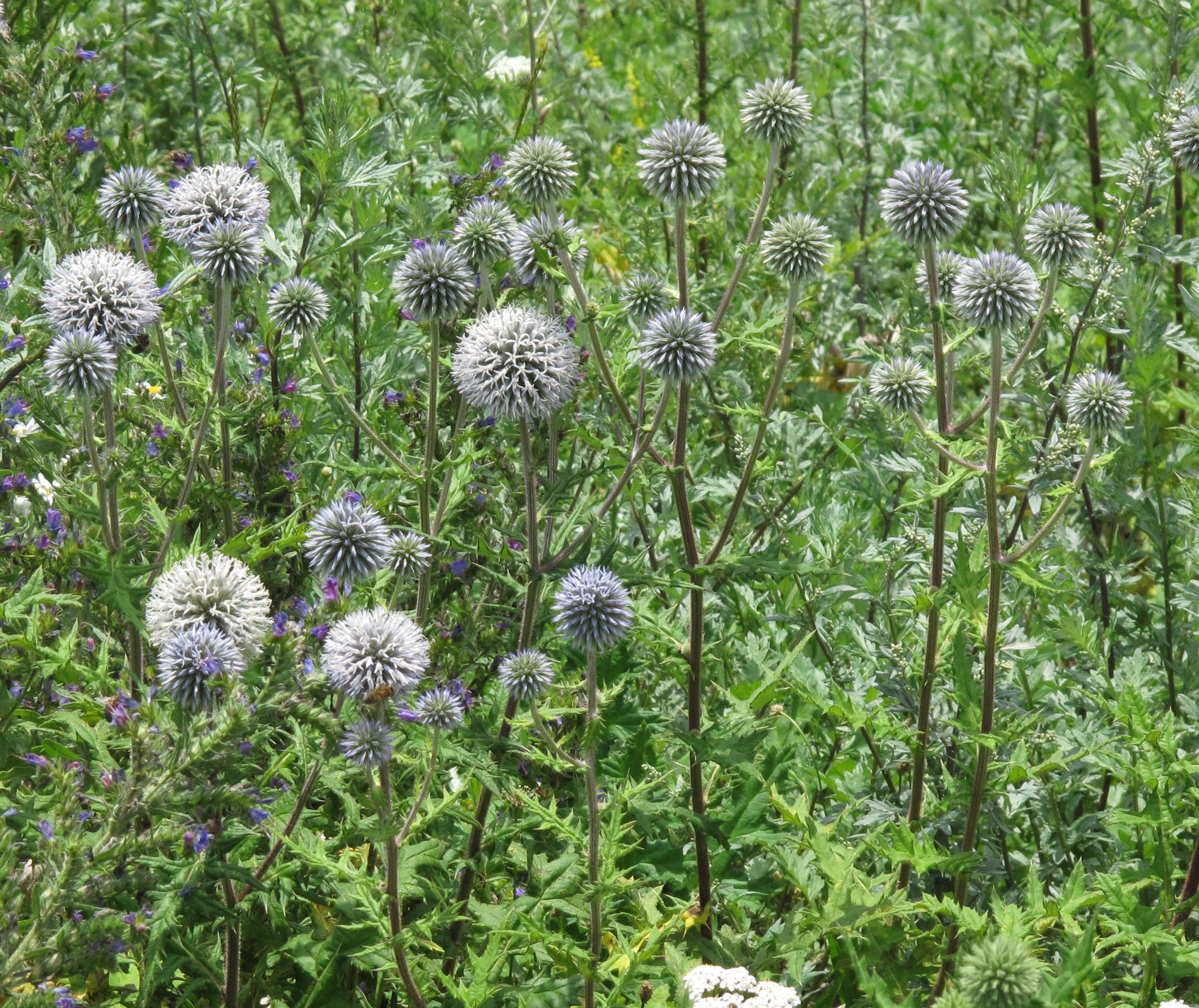
Bestand der Drüsigen Kugeldistel

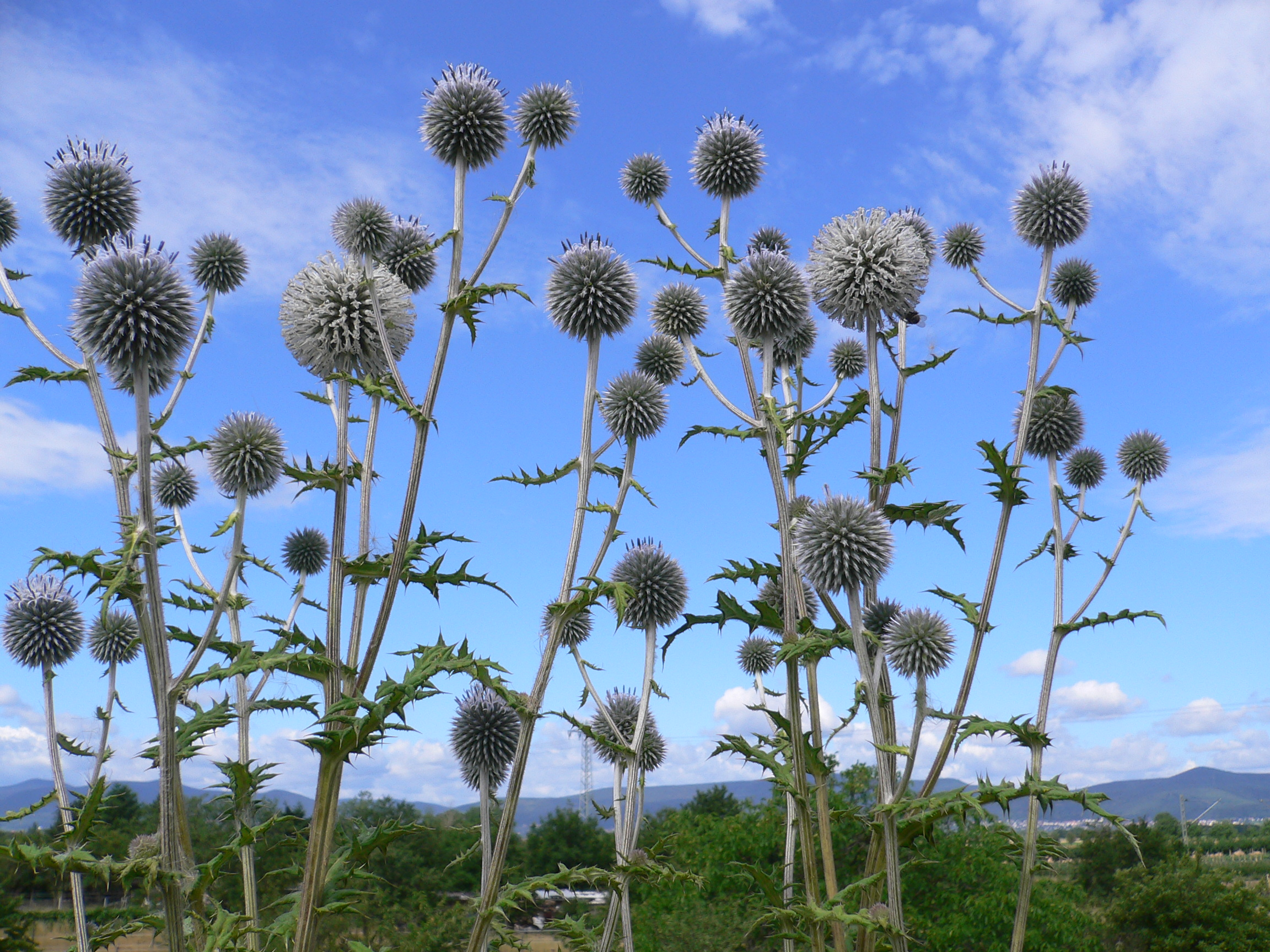
Drüsige Kugeldistel (Echinops sphaerocephalus)

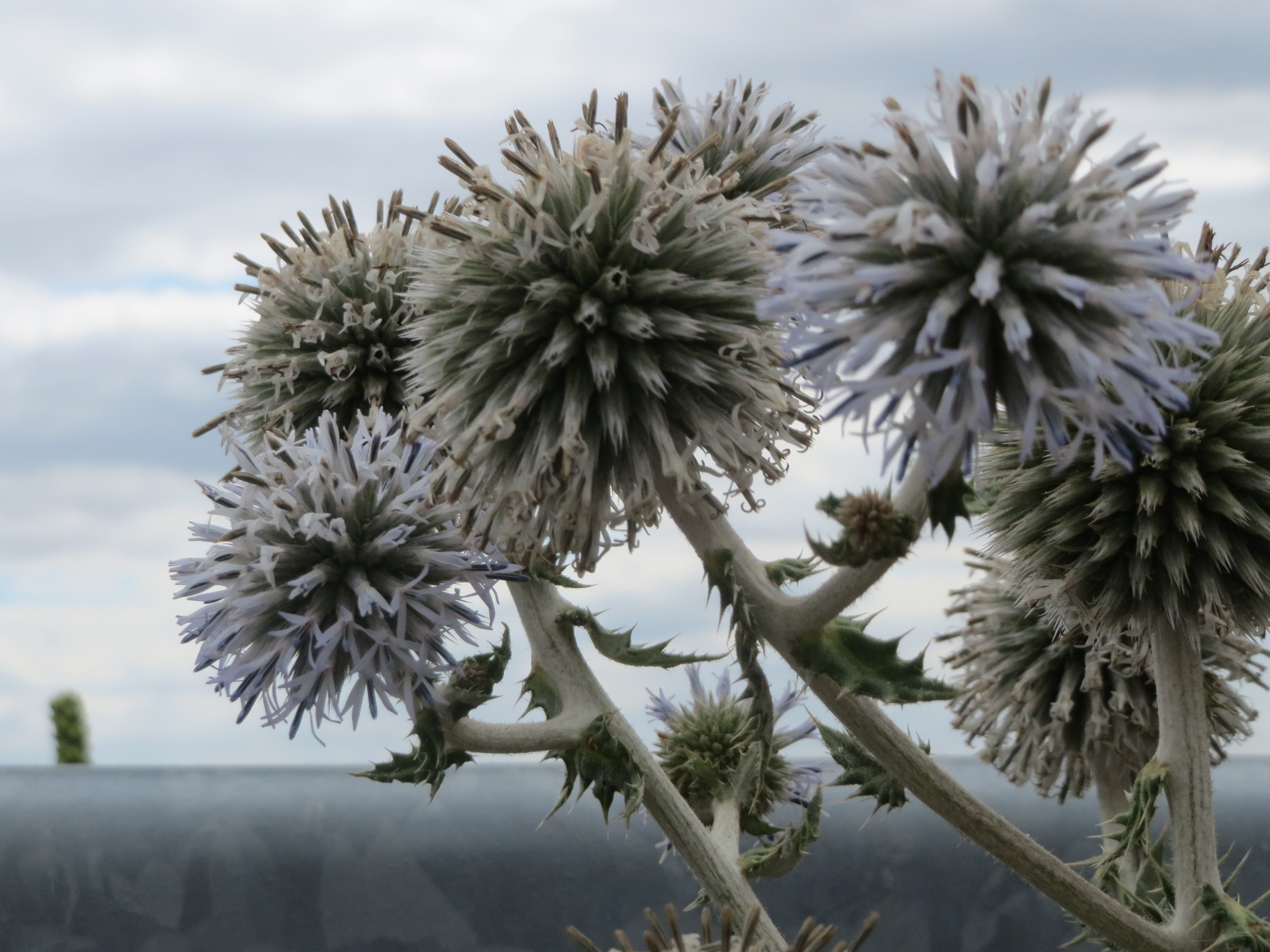
Drüsige Kugeldistel (Echinops sphaerocephalus)

Die auf je eine Blüte reduzierten Einzelköpfe sind ihrerseits zu einem kopfigen, kugeligen, igelartigen Gesamtblütenstand zweiter Ordnung vereint. Der Gesamtblütenstand ist ein kugeliger Kopf, der lang gestielt ist und 4 bis 8 Zentimeter breit ist. Die Einzelköpfe sind etwa 2 Zentimeter lang, deren Hüllblätter sind von außen nach innen an Länge zunehmend. Die äußersten Hüllblätter sind am breitesten, sind fransig gewimpert, auf dem Rücken drüsig und laufen in eine weiche Spitze aus. Die innersten sind doppelt so lang wie die äußersten und sind in feine Borsten zerschlitzt. Die Hüllblätter und Blütenkrone ist grau bis metallisch weißlich, höchstens schwach gräulich-blau angelaufen. Kontrastwirkung entsteht durch die blauen Staubblätter und die weiße Krone. Die Kronröhre ist 6 mm lang. Es ist eine Griffelbürste vorhanden. Die Achänen sind 6 bis 10 mm lang, grau seidenhaarig und besitzen einen krönchenartigen Haarkranz (Pappus).
Die Chromosomenzahl beträgt 2n = 30 oder 32.

## Ökologie
Die Drüsenblättrige Kugeldistel ist ein Hemikryptophyt. In Mitteleuropa blüht sie nur einmal. Sie bildet „Körbchenblumen“ aus, die reichlich Nektar bilden. Bestäuber sind Bienen, Wespen und Tagfalter (Entomophilie).
Die Hüllblätter schließen sich bei Nässe und spreizen sich bei trockener Witterung. Die Ausbreitung erfolgt als Tierstreuer und durch den Menschen (Gartenflüchtling). Auch Klettausbreitung ist möglich; Windausbreitung dagegen fraglich. Fruchtreife ist von September bis Oktober.

## Vorkommen
Die Drüsenblättrige Kugeldistel kommt ursprünglich in Südeuropa, West- und Zentralasien, im Kaukasusraum, in Sibirien und in Xinjiang vor. In mehreren Ländern Mitteleuropas, Nordeuropas und Osteuropas, in Australien und in Nordamerika ist sie ein Neophyt.
In Mitteleuropa wird sie hier und da als Zier- und Bienenfutterpflanze kultiviert und gelegentlich verwildert und eingebürgert vorgefunden, vor allem in Trocken- und Wärmegebieten, an Schuttplätzen, Dämmen oder Ufern. Sie bevorzugt nährstoffreichen, besonders steinigen Boden. Nach Ellenberg ist sie eine Lichtpflanze, ein Wärmezeiger, subkontinental verbreitet, häufiger an stickstoffreichen Standorten anzutreffen und eine Verbandscharakterart Wärmebedürftiger Distelgesellschaften (Onopordion acanthii). Sie kommt in Mitteleuropa aber auch in Gesellschaften des Verbands Arction lappae vor. Sie steigt im Kanton Wallis bis 900 Meter Meereshöhe auf.
Die ökologischen Zeigerwerte nach Landolt et al. 2010 sind in der Schweiz: Feuchtezahl F = 2w (mäßig trocken aber mäßig wechselnd), Lichtzahl L = 4 (hell), Reaktionszahl R = 4 (neutral bis basisch), Temperaturzahl T = 4 (kollin), Nährstoffzahl N = 4 (nährstoffreich), Kontinentalitätszahl K = 5 (kontinental).

## Systematik
Man kann folgende Unterarten unterscheiden:
- Echinops sphaerocephalus L. subsp. sphaerocephalus
- Echinops sphaerocephalus subsp. albidus (Boiss. & Spruner) Kožuharov (Syn.: Echinops albidus Boiss. & Spruner):  Sie kommt in Italien, auf der Balkanhalbinsel, in Bulgarien und in der Türkei vor.[5]
- Echinops sphaerocephalus subsp. taygeteus (Boiss. & Heldr.) Kožuharov (Syn.: Echinops taygeteus Boiss. & Heldr.):  Sie kommt in Griechenland vor.[5]

## Trivialnamen
Für die Drüsenblättrige Kugeldistel bestehen bzw. bestanden auch die weiteren deutschsprachigen Trivialnamen: schwarze Gartendistel, Kugeldistel, Jungfrauendistel, Maydistel und Weissdistel.